# Emir Mkademi
Emir Mkademi (arab. أمير مقادمي; ur. 20 sierpnia 1978
roku) – tunezyjski piłkarz występujący na pozycji obrońcy.

## Kariera klubowa
Emir Mkademi zawodową karierę rozpoczynał w 1998 roku w Étoile Sportive du Sahel. Występował tam przez pięć sezonów, jednak nie odnosił w tym czasie żadnych większych sukcesów. Latem 2003 roku tunezyjski obrońca przeniósł się do Espérance Tunis, z którym w debiutanckim sezonie sięgnął po tytuł mistrza kraju. W trakcie rozgrywek 2004/05 Mkademi zdecydował się zmienić klub i podpisał kontrakt z tureckim Sebatsporem, dla którego rozegrał tylko dwa ligowe spotkania. W sezonie 2005/06 grał w ormiańskim zespole FK Karvan, a następnie powrócił do Espérance Tunis. W letnim okienku transferowym w 2007 roku Mkademi przeszedł do Telecom Egypt SC. Grał w nim w sezonie 2007/2008.

## Kariera reprezentacyjna
W reprezentacji Tunezji Mkademi zadebiutował w 2000 roku. W 2002 roku znalazł się w 23-osobowej kadrze drużyny narodowej na mistrzostwa świata. Podopieczni Ammara Souayaha nie zdołali przebrnąć przez fazę grupową i odpadli z turnieju. Na mundialu Mkademi pełnił rolę rezerwowego i nie wystąpił w żadnym ze spotkań. Po mistrzostwach Tunezyjczyk w reprezentacji się już nie pojawił. Dla Tunezji zaliczył dziewięć występów, w których ani razu nie wpisał się na listę strzelców.